# Classe Arquebuse
La classe Arquebuse  est la quatrième classe de contre-torpilleurs construite pour la Marine nationale française entre 1902 et 1904. Elle fut réalisée sur différents chantiers navals français : Rochefort, Saint-Nazaire, Bordeaux, Rouen, Le Havre et La Seyne-sur-Mer et les établissements Schneider de Chalon-sur-Saône.
Les navires ont été utilisés durant la Première Guerre mondiale. Ils portent les noms d'armes historiques de l'infanterie.

## Conception
Bénéficiant de meilleures chaudières, cette série de 20 contre-torpilleurs avait plus de puissance et de vitesse que leurs prédécesseurs de classe Durandal et classe Framée.
Le canon de 65 mm était situé sur une plate-forme au sommet de la timonerie et était mieux protégé des vagues. Les six canons de 47 mm étaient répartis de chaque côté. En 1915, les deux canons de 47 mm sur l'arrière devinrent semi-automatiques et conçus pour la lutte antiaérienne et un canon de 75 mm remplaça celui de 65 mm. Certaines unités reçurent en 1917 des lanceurs de grenades anti-sous-marines.

## Naufrages
- La Catapulte coula après une collision avec le vapeur britannique Warrimoo[2], devant Bizerte en Tunisie le 18 mai 1918.
- Le Mousquet fut coulé par le croiseur léger allemand SMS Emden en entrant dans l'entrée du port de Penang en Malaisie le 28 octobre 1914.

## Les unités de la classe
| Nom        | N°  | Chantier naval                                           | Quille          | Lancement         | Mis en service   | Fin de carrière          |
| ---------- | --- | -------------------------------------------------------- | --------------- | ----------------- | ---------------- | ------------------------ |
| Carabine   | M12 | Arsenal de Rochefort                                     | mai 1901        | 21 juillet 1902   | mai 1903         | rayé le 8 janvier 1919   |
| Sarbacane  | M13 | Arsenal de Rochefort                                     | mai 1901        | 12 mars 1903      | novembre 1903    | rayé le 1er octobre 1920 |
| Arquebuse  | M14 | Chantiers et Ateliers Augustin Normand, Le Havre         | mai 1901        | 15 novembre 1902  | juin 1903        | rayé le 10 mai 1920      |
| Arbalète   | M15 | Chantiers et Ateliers Augustin Normand, Le Havre         | mai 1901        | 18 avril 1903     | mai 1901         | rayé le 21 juin 1920     |
| Mousquet   | M16 | Chantiers de la Loire, Nantes                            | novembre 1900   | 7 août 1902       | juin 1903        | coulé le 28 octobre 1914 |
| Javeline   | M17 | Chantiers de la Loire, Nantes                            | novembre 1900   | 15 octobre 1902   | mars 1904        | rayé le 12 janvier 1920  |
| Sagaie     | M18 | Forges et chantiers de la Méditerranée, La Seyne-sur-Mer | en 1901         | 15 novembre 1902  | août 1903        | rayé le 1er octobre 1920 |
| Épieu      | M19 | Forges et chantiers de la Méditerranée, La Seyne-sur-Mer | en 1901         | 17 janvier 1903   | juillet 1903     | rayé le 28 janvier 1921  |
| Harpon     | M20 | Forges et chantiers de la Gironde, Bordeaux              | novembre 1900   | 22 octobre 1902   | juillet 1903     | rayé le 5 mars 1921      |
| Fronde     | M21 | Forges et Chantiers de la Gironde, Bordeaux              | janvier 1901    | 17 décembre 1902  | avril 1903       | rayé le 30 octobre 1919  |
| Francisque | M22 | Arsenal de Rochefort                                     | en 1902         | 2 mars 1904       | 5 août 1904      | rayé le 4 avril 1921     |
| Sabre      | M23 | Arsenal de Rochefort                                     | en 1902         | 15 avril 1904     | septembre 1904   | rayé le 5 janvier 1921   |
| Dard       | M24 | Ateliers et Chantiers de Penhoët, Saint-Nazaire          | en 1901         | 10 septembre 1903 | décembre 1903    | rayé le 3 avril 1919     |
| Baliste    | M25 | Ateliers et Chantiers de Penhoët, Saint-Nazaire          | en 1901         | 22 octobre 1903   | juin 1904        | rayé le 30 octobre 1919  |
| Mousqueton | M26 | Établissements Schneider, Chalon-sur-Saône               | en 1901         | 4 novembre 1902   | août 1904        | rayé le 10 mai 1920      |
| Arc        | M27 | Établissements Schneider, Chalon-sur-Saône               | en 1901         | 24 décembre 1902  | juillet 1904     | rayé le 1er octobre 1920 |
| Pistolet   | M28 | Chantiers de la Loire, Nantes                            | septembre 1901  | 29 mai 1903       | septembre 1903   | rayé le 19 janvier 1919  |
| Bélier     | M29 | Chantiers de la Loire, Nantes                            | septembre 1901  | 23 mai 1903       | avril 1904       | rayé le 25 janvier 1921  |
| Catapulte  | M30 | Forges et chantiers de la Méditerranée, La Seyne-sur-Mer | septembre 1901  | 1er avril 1903    | juin 1904        | coulé le 18 mai 1918     |
| Bombarde   | M31 | Forges et chantiers de la Méditerranée, La Seyne-sur-Mer | 6 décembre 1901 | 26 juin 1903      | 26 novembre 1903 | rayé le 10 mai 1920      |

## Sources
- (en) Cet article est partiellement ou en totalité issu de l’article de Wikipédia en anglais intitulé « Arquebuse class destroyer » (voir la liste des auteurs).